# MARVELD1
MARVELD1 (англ. MARVEL domain containing 1) – білок, який кодується однойменним геном, розташованим у людей на 10-й хромосомі. Довжина поліпептидного ланцюга білка становить 173 амінокислот, а молекулярна маса — 18 914.
| 10         |  | 20         |  | 30         |  | 40         |  | 50         |
| ---------- |  | ---------- |  | ---------- |  | ---------- |  | ---------- |
| MLPPPPRQPP |  | PQARAARGAV |  | RLQRPFLRSP |  | LGVLRLLQLL |  | AGAAFWITIA |
| TSKYQGPVHF |  | ALFVSVLFWL |  | LTLGLYFLTL |  | LGKHELVPVL |  | GSRWLMVNVA |
| HDVLAAALYG |  | AATGIMSDQM |  | QRHSYCNLKD |  | YPLPCAYHAF |  | LAAAVCGGVC |
| HGLYLLSALY |  | GCGRRCQGKQ |  | EVA        |  |            |  |            |

A: Аланін

C: Цистеїн

D: Аспарагінова кислота

E: Глутамінова кислота

F: Фенілаланін

G: Гліцин

H: Гістидин

I: Ізолейцин

K: Лізин

L: Лейцин

M: Метіонін

N: Аспарагін

P: Пролін

Q: Глутамін

R: Аргінін

S: Серин

T: Треонін

V: Валін

W: Триптофан

Задіяний у таких біологічних процесах, як клітинний цикл, ацетилювання. 
Локалізований у клітинній мембрані, цитоплазмі, цитоскелеті, ядрі, мембрані.